# Fresnay-sur-Sarthe
Fresnay-sur-Sarthe là một xã thuộc tỉnh Sarthe trong vùng Pays-de-la-Loire tây bắc nước Pháp. Xã này nằm ở khu vực có độ cao từ 67-117 mét trên mực nước biển.